# Pegusa cadenati
Pegusa cadenati är en fiskart som beskrevs av Chabanaud, 1954. Pegusa cadenati ingår i släktet Pegusa och familjen tungefiskar. Inga underarter finns listade i Catalogue of Life.